# 阿勒河 (北萊茵-威斯特法倫州)
51°9′8.35″N 8°33′54.4″E / 51.1523194°N 8.565111°E
阿勒河（德語：Ahre），是德國的河流，位於該國西部，處於北萊茵-威斯特法倫州，流經上紹爾蘭縣，河道全長5.4公里，流域面積16.6平方公里，發源自溫特貝格西南面。